# Diambala
Diambala (auch: Diamballa, Djambala, Djiambala) ist ein Dorf in der Landgemeinde Sakoïra in Niger.

## Geographie
Das von einem traditionellen Ortsvorsteher (chef traditionnel) geleitete Dorf befindet sich etwa zehn Kilometer nordwestlich von Sakoïra, dem Hauptort der gleichnamigen Landgemeinde, die zum Departement Tillabéri in der gleichnamigen Region Tillabéri gehört. Größere Dörfer in der Umgebung sind Bibiyergou, Méhana und Sawani. Diambala liegt am Fluss Niger. Die Siedlung ist wie die gesamte Gemeinde Sakoïra Teil der Sahelzone. Eine Zählung der Wasservögel in Diambala und im Nachbardorf Namari Gougoun im Januar 2004 ergab 1703 Einzeltiere und 22 Arten.

## Geschichte
Der Ortsname kommt aus der Sprache Fulfulde und bedeutet „Giraffe“.
Laut einer Erhebung vom September 2022 lebten in Diambala 2700 interne Vertriebene aus 400 Haushalten. Mutmaßliche Mitglieder der Terrororganisation Islamischer Staat – Sahel Provinz töteten am 20. Mai 2024 in Diambala etwa zwanzig Zivilisten.

## Bevölkerung
Bei der Volkszählung 2012 hatte Diambala 5007 Einwohner, die in 759 Haushalten lebten. Bei der Volkszählung 2001 betrug die Einwohnerzahl 5116 in 659 Haushalten und bei der Volkszählung 1988 belief sich die Einwohnerzahl auf 4739 in 733 Haushalten.
In Diambala leben Songhai, ferner Tuareg und Fulbe sowie Hausa-Händler.

## Wirtschaft und Infrastruktur
Beim Dorf wird Bewässerungsfeldbau betrieben. Beim Reisanbau gibt es zwei Erntezeiten im Jahr. Die Landwirtschaft ist der wichtigste Erwerbszweig der Bevölkerung. Von Bedeutung bei der männlichen Dorfjugend ist zudem die saisonale Arbeitsmigration, mit Ghana, Lomé, Benin, der Elfenbeinküste und Nigeria als Hauptdestinationen.
In Diambala wird ein Wochenmarkt abgehalten, auf dem über 400 Händler ihre Waren anbieten. Der Markttag ist Samstag. Das Dorf ist an die Stromversorgung angeschlossen. Mit einem Centre de Santé Intégré (CSI) ist ein Gesundheitszentrum im Ort vorhanden, das 2016 für die Versorgung von über 11.000 Menschen zuständig war. Im Jahr 2012 wurden hier 172 Cholera-Patienten behandelt, von denen 112 aus Diambala selbst kamen. Es gibt eine Schule.
Durch Diambala verläuft die asphaltierte Nationalstraße 1, die mit 1601,7 Kilometern längste Fernstraße Nigers.